# Aphanotrigonum favillaceum
Aphanotrigonum favillaceum är en tvåvingeart som först beskrevs av Becker 1903.  Aphanotrigonum favillaceum ingår i släktet Aphanotrigonum och familjen fritflugor. Inga underarter finns listade i Catalogue of Life.